# فرودگاه شهرستان وینکلر
فرودگاه وینکلر کانتی (به انگلیسی: Winkler County Airport) یک فرودگاه همگانی با کد یاتا INK است که یک باند فرود آسفالت دارد و طول باند آن ۱۵۲۴ متر است. این فرودگاه در شهر کرمیت، تگزاس کشور ایالات متحده آمریکا قرار دارد و در ارتفاع ۸۶۰ متری از سطح دریا واقع شده است.